# بيل كيمبل
بيل كيمبل (بالإنجليزية: Bill Kimball)‏ هو سياسي أمريكي، ولد في 25 سبتمبر 1908، وتوفي في 4 مايو 1962. انتخب عضو مجلس ولاية أريزونا.